# Rita Ponce de León
Rita Ponce de León (Lima, Perú, 1982) és una artista peruana que viu i treballa a Ciutat de Mèxic. Dibuixa amb la intenció d'establir un espai de comunicació amb persones que li són properes com la família i els amics, a partir de reflexions sobre l'entorn social que els afecta. Ha exposat a la Kunsthalle Basel (Basilea), la Biennal de Cuenca (Cuenca, Equador), la Sala de Arte Público Siqueiros (Ciutat de Mèxic), la Galería 80M2 (Lima), el Museo de Arte Moderno (Ciutat de Mèxic), el New Museum (Nova York) i el Centro Cultural Border (Ciutat de Mèxic). L'any 2013, el seu treball es va publicar a Vitamin D2 (Editorial Phaidon). A finals de 2014 va exposar a la Fundació Joan Miró de Barcelona.